# Jahrbuch des Deutschen Adels

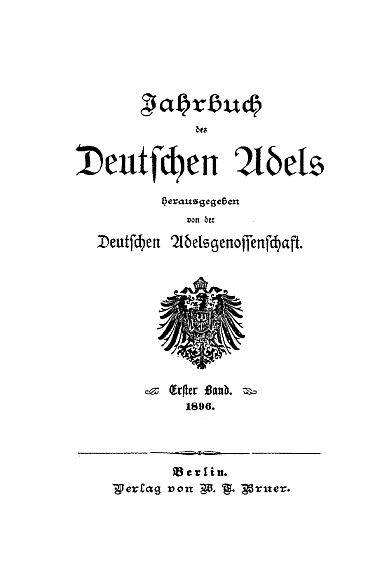
Titelseite des 1. Bandes

Das Jahrbuch des Deutschen Adels (JDA) erschien in drei Bänden in den Jahren 1896, 1898 und 1899 im Verlag W. T. Bruer in Berlin. Die Deutsche Adelsgenossenschaft schuf damit eine deutsche Adelsmatrikel für Geschlechter, die noch nicht mit eigenen Abteilungen in den Gothaischen Genealogischen Taschenbüchern vertreten waren. In den drei Bänden erschienen über 280 Genealogien deutscher Uradelsfamilien (und der daraus legitimierten Briefadelsfamilien) mit geschichtlichen Einleitungen.

## Inhalt
Im Allgemeinen wird im JDA bis zum Ende des 18. Jahrhunderts nur die Stammreihe dargestellt, danach bis zum Erscheinungsdatum die vollständige Familie. Großer Wert wurde auf die aktuelle Dokumentation des adeligen Personenstandes gelegt; so wurden bei den Offizieren auch die Regimenter und bei den lebenden Edelleuten der Wohnort genannt. Maßgeblicher Bearbeiter des Materials aller drei Bände war der Genealoge Marcelli Janecki (1855–1899); ist dort aber bei der Redaktion nicht namentlich erwähnt.
Die Jahrbücher geben über jedes Adelsgeschlecht genaue und auf ihre Richtigkeit geprüfte Angaben über die Konfession, den Ursprung, den Erwerb des Adelsstandes, über Fideikommisse und Familiengüter, Erbämter und Würden. Das Wappen jeder Familie ist genau beschrieben. Jeder Artikel wird durch eine kurze Übersicht zur Geschichte des betreffenden Geschlechts eingeleitet und zumindest die Genealogien der letzten drei bis vier Generationen sind aufgeführt.
Mit dem Jahrbuch sollte

„... dem deutschen Adel ein wissenschaftliches Nachschlagewerk geboten werden, dessen Inhalt – von den betreffenden Familien meist selbst herrührend – sachverständig geprüft und bearbeitet worden ist, und ein genaues Bild des gesamten deutschen Adels geben soll. Besonderer Werth ist gelegte auf das Verhältniß einer jeden Familie zum Grundbesitze, auf die Beziehungen der einzelnen Mitglieder zu den deutschen Höfen, auf ihre Civil- und Militärbedienstungen, sowie endlich auf ihre wechselseitigen Verschwägerungen.“

Beabsichtigt war seitens der Redaktion die Herausgabe auch eines vierten Bandes, in dem – gleich der Intention der Gothaischen Genealogischen Taschenbücher – die aktuelle Fortführung der schon einmal erschienenen Familien bewerkstelligt werden sollte. Er erschien jedoch nicht mehr, da der Verlag Bruer seine Rechte an den Verlag Justus Perthes nach Gotha veräußert hatte, der im Jahre 1900 erstmals auch ein Genealogisches Taschenbuch der (untitulierten) adeligen Häuser herausbrachte.
Im 20. Jahrhundert erschien 1996/1997 ein Neudruck bei Christoph Schmidt, Verlag für Kunstreproduktionen, der vom genealogischen Verlag Degener vertrieben wird.

## Ausgaben
- Jahrbuch des deutschen Adels. Erster Band. Bruer, Berlin 1896 – Digitalisat Digitalisat in der Russischen Staatsbibliothek
- Jahrbuch des deutschen Adels. Zweiter Band. Bruer, Berlin 1898 – Digitalisat Digitalisat in der Russischen Staatsbibliothek oder auf archive.org
- Jahrbuch des deutschen Adels. Dritter Band. Bruer, Berlin 1899 – Digitalisat Digitalisat in der Russischen Staatsbibliothek

Nachdruck
- Jahrbuch des Deutschen Adels. 3 Bände (1996–1997). Schmidt, Neustadt an der Aisch.